# パッシブフィルタ

抵抗器とコンデンサによるローパスフィルタ。

パッシブフィルタ (Passive filter) とは、受動素子だけで構成されるフィルタ回路である。アクティブフィルタとは対照的に、（信号源以外の）外部電源が必要無い。フィルタの多くは線形フィルタであるため、ほとんどのパッシブフィルタでは4つの基本的な線形素子（抵抗器、コンデンサ、コイル、トランス）から構成される。特殊なパッシブフィルタでは、非線形素子や、分布定数、共振器などが含まれることもある。

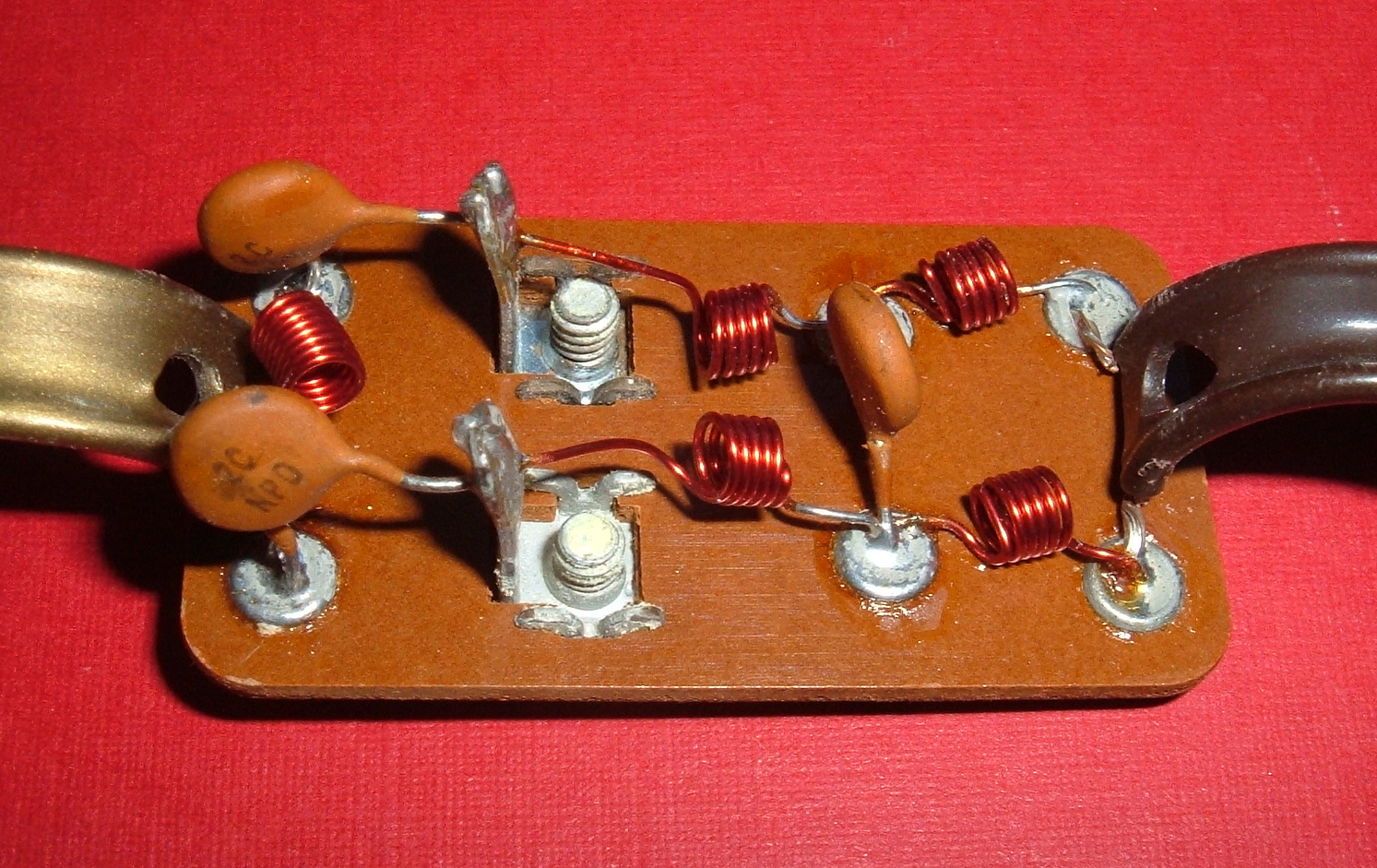
テレビ用の分波器。左がパッシブ・ハイパスフィルタ。右がパッシブ・ローパスフィルタ。アンテナは中央左寄りのネジに接続する。

## 特徴
アクティブフィルタに比べたパッシブフィルタの利点には次のようなものがある。
- 安定性が保証されている
- 能動素子では困難な（例えば、数十アンペア、数百ボルトといった）大きな信号を取り扱うことができる
- 高周波動作が可能である（UHF以上の周波数では唯一の選択肢である）
- 電力を消費しない（信号から若干の電力を消費することを除く）
- 安価である
- 線形フィルタにおいては、（非線形素子である）能動素子からなるフィルタよりも一般的に線形性で優れている

## 用途
パッシブフィルタが使われる場面としては、スピーカーのクロスオーバー・ネットワーク（電圧と電流がやや大きく、簡単な電源供給が難しい）、配電網（高電圧・大電流である）、電源回路のバイパス（コストの削減や、場合によっては電力の事情により）、各種のディスクリート回路や自作回路（簡単で低コストなため）、などがある。集積回路の設計においては、パッシブフィルタはあまり使われない。コイルのサイズが、抵抗器やコンデンサ、能動素子と比べて極めて大きいためである。